# José Luis Guzmán Mansilla
José Luis Guzmán Mansilla (Jaén, Andalucía, España, 2 de noviembre de 1995) es un árbitro de fútbol español de la Primera División de España. Pertenece al Comité de Árbitros de Andalucía.

## Trayectoria
Graduado en Derecho y Administración y Dirección de Empresas por la Universidad de Sevilla. Tras tres temporadas en Segunda División, donde dirigió 63 partidos, consigue el ascenso a Primera División de España junto al colegiado riojano Miguel Sesma Espinosa y al colegiado navarro Iosu Galech Apezteguía. 

## Temporadas
| Categoría            | País   | Años        | Partidos |
| -------------------- | ------ | ----------- | -------- |
| Segunda División "B" | España | 2016 - 2021 | 56       |
| Primera Federación   | España | 2021 - 2022 | 13       |
| Segunda División     | España | 2022 - 2025 | 63       |